# Josep Maria Pinto Gonzàlez
Josep Maria Pinto Gonzàlez (Barcelona, 1962), és un traductor català, principalment de literatura francesa.
Ha versionat al català autors com Raymond Radiguet, Françoise Sagan o Jules Verne i, de forma íntegra, A la recerca del temps perdut de Marcel Proust. Autor també d'assaig literari i poesia, és membre cofundador de la Societat Catalana d'Amics de Marcel Proust. Des del 1997 va ser col·laborador de Ferran Adrià en els seus llibres sobre El Bulli.

## Guardons
- Premi Aurora Bertrana de traducció (2023) per la seva traducció d'El temps recobrat, darrer llibre de A la recerca del temps perdut, de Marcel Proust.

## Obra

### Obra pròpia
- (Poesia) El llast de les abelles, Editorial: "DVD edicions", 2002, ISBN 9788495007674[5]
- (Assaig) Combray, de lluny, Acontravent, 2010, ISBN  9788493779511[6]

### Principals traduccions
- A la recerca del temps perdut, de Marcel Proust; 14 volums, Col·lecció El Cercle de Viena, números 14, 20, 30, 37, 40, 46, 53, 64, 70, 76, 82, 87, 91 i 94; Viena Edicions, 2009 - 2022. ISBN 9788483305508; ISBN 9788483305980; ISBN 9788483306741; ISBN 9788483307434; ISBN 9788483307762; ISBN 9788483307922; ISBN 9788483308363; ISBN 9788483308936; ISBN 9788483303955; ISBN 9788412024487; ISBN 9788417998561; ISBN 9788417998899; ISBN 9788418908248 i ISBN 9788418908620.
- Miquel Strogoff, de Jules Verne; Col·lecció El Cercle de Viena, 102; Viena Edicions, 2023. ISBN 9788419474216